# Droga wojewódzka 582
Die Droga wojewódzka 582 (DW582) ist eine etwa 1600 Meter lange, innerörtliche Droga wojewódzka (Woiwodschaftsstraße) in der Woiwodschaft Kujawien-Pommern in Polen. Die Strecke liegt im Powiat Toruński.

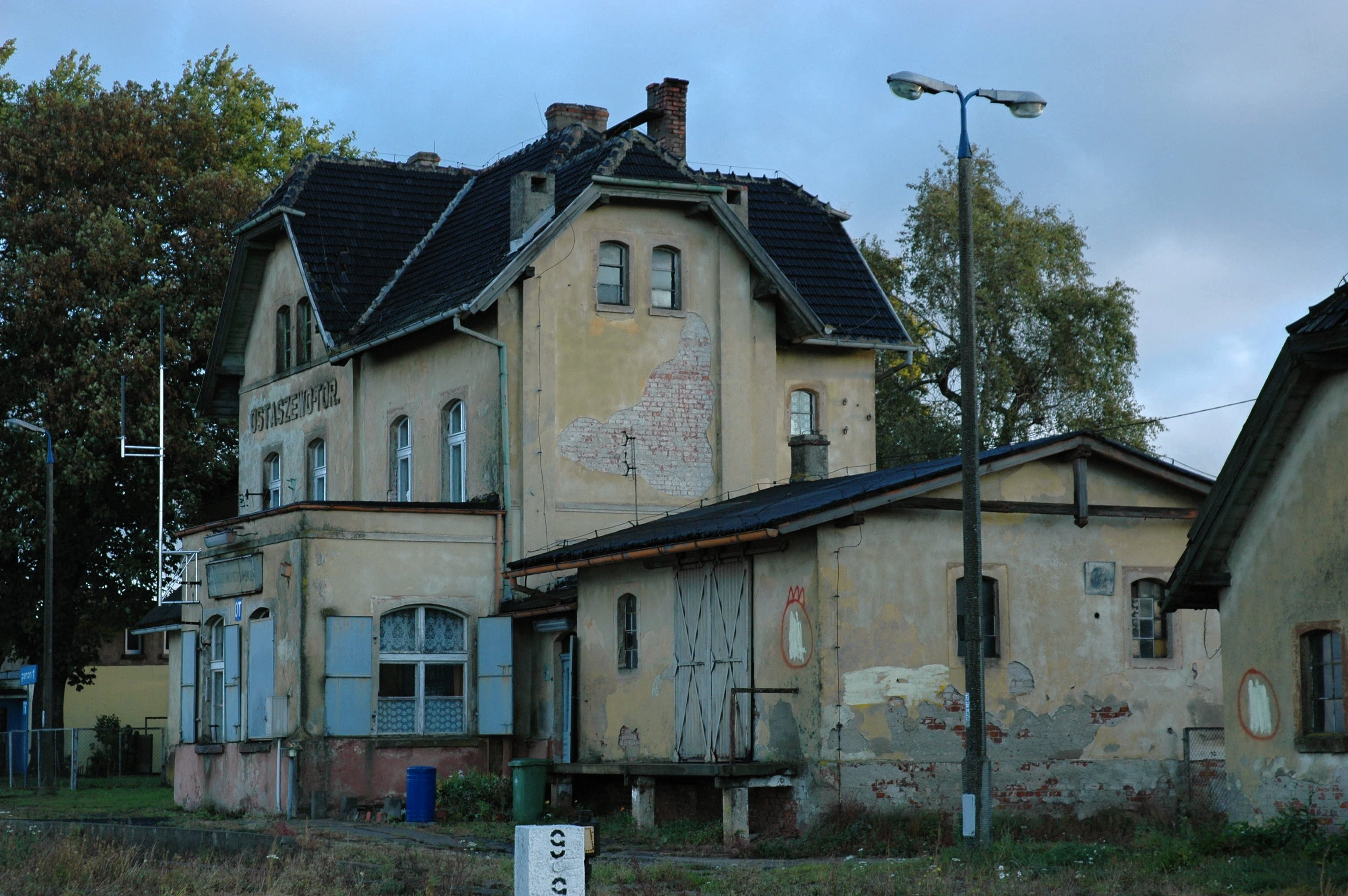
Bahnstation Ostaszewo Toruńskie

Sie zweigt in Ostaszewo (deutsch Ostaszewo, Ostichau) von der Woiwodschaftsstraße DW499 (Ostaszewo–Mirakowo) in südlicher Richtung ab und führt zur Bahnstation Ostaszewo Toruńskie des Orts. Der ehemalige Bahnhof liegt an der Bahnstrecke Toruń–Malbork (Thorn–Marienburg). Die Straße bindet so die Bahnstation über die DW499 an die jenseits der Bahn parallel verlaufende DK91 (Włocławek/(Leslau)–Toruń/(Thorn)–Świecie/(Schwetz an der Weichsel)–Danzig) an.

## Streckenverlauf
Woiwodschaft Kujawien-Pommern, Powiat Toruński
-  Ostaszewo (DW499)
-  Ostaszewo Toruńskie, Bahnstation (Bahnstrecke Toruń–Malbork)